# Edmund Lowe

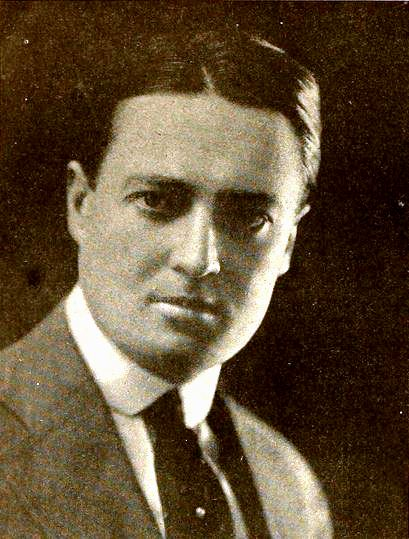
Edmund Lowe, 1920.

Edmund Dantes Lowe, född 3 mars 1890 i San Jose, Kalifornien, död 21 april 1971 i Woodland Hills, Kalifornien, var en amerikansk skådespelare. Han medverkade i över 120 filmer. Under 1920-talet gjorde han många huvudroller i filmer som manlig hjälte, senare i filmkarriären gjorde han biroller eller huvudroller i b-filmer.
Lowe har två stjärnor på Hollywood Walk of Fame, en för film och en för TV.

## Filmografi (i urval)
- 1926 – Rivalerna
- 1929 – Rivaler jorden runt
- 1930 – Sjömansbruden
- 1931 – The Stolen Jools
- 1931 – Transatlantic-mysteriet
- 1933 – Middag kl. 8
- 1936 – Falskt spår
- 1938 – Utan vittnen
- 1940 – Jag älskar dig åter
- 1945 – Dillinger
- 1948 – Panik i paradiset
- 1956 – Jorden runt på 80 dagar
- 1960 – Vild blondin i västern